# توماس ريان (ضابط)
توماس ريان (بالإنجليزية: Thomas J. Ryan)‏ (و. 1901 – 1970 م) هو ضابط أمريكي، ولد في نيو أورلينز، ويحمل رتبة عسكرية لواء في قوات البحرية الأمريكية، توفي عن عمر يناهز 69 عاماً.

## التعليم
تعلم في أكاديمية الولايات المتحدة البحرية
.

## الخدمة العسكرية
خدم في بحرية الولايات المتحدة.

## جوائز
حصل على جوائز منها:

ميدالية الشرف (15 مارس 1924)